# NGC 2594
NGC 2594 este o galaxie lenticulară situată în constelația Racul. A fost descoperită în 29 martie 1865 de către Albert Marth. Se află la o distanță de 35,1 de megaparseci de Pământ.